# Heikeopsis japonica
Heikeopsis japonica is een krabbensoort uit de familie van de Dorippidae. De wetenschappelijke naam van de soort is voor het eerst geldig gepubliceerd in 1824 door von Siebold.